# 中华人民共和国第十四届运动会桥牌比赛
中华人民共和国第十四届运动会桥牌比赛于2021年9月19日在浙江嘉兴产生了三枚金牌。

## 項目獎牌榜
| 項目         | 金牌                    | 银牌                        | 铜牌                  |
| 男子团体公开 | 河北队                  | 北京                        | 浙江                  |
| 男子团体业余 | 海南队                  | 吉林队                      | 湖南队                |
| 女子团体     | 北京队                  | 天津队                      | 贵州队                |
| 混合团体     | 天津队                  | 湖北队                      | 上海队                |
| 双人公开     | 张邦祥/李建伟（广东队） | 孙纲/蔡阳（河北队）         | 卞锦生/连勇（上海队） |
| 双人业余     | 陶涌/唐志（安徽队）     | 林坚军/戴文俊（金融体协队） | 叶骏/吴育（北京队）   |